# Minix

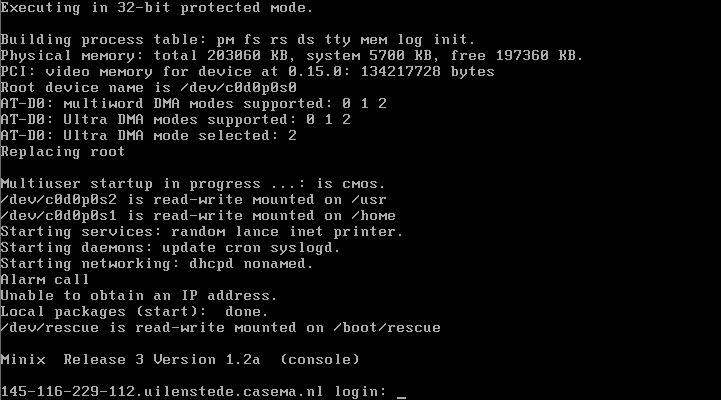
MINIX 3.1.2a

MINIX är ett Unix-liknande operativssystem med öppen källkod baserad på en mikrokärna. MINIX skrevs av Andrew S. Tanenbaum för att användas i undervisningssyfte. Namnet MINIX kommer från en sammanslagning av orden minimal och Unix.
MINIX inspirerade Linus Torvalds att skapa Linux.